# 아웃포스트 갈리프레이
아웃포스트 갈리프레이 (Outpost Gallifrey)는 영국의 텔레비전 SF 드라마 《닥터 후》의 팬 웹사이트였다. 1995년부터 2007년까지 완전히 팬 사이트로 활동했고, 이후 2009년 7월 31일까지는 뉴스 페이지나 포럼 ('닥터 후 뉴스 페이지'와 '닥터 후 포럼'으로 개선됐지만 그대로 원래 사이트 내 일부로 되었음) 사이트 내에서 아직 활동중인 페이지으로 넘어가는 포털로 존재했었다.